# Kaltehofe
Kaltehofe (früher auch Kalte Hofe) ist eine durch Strombaumaßnahmen entstandene künstliche Elbinsel im Hamburger Stadtteil Rothenburgsort. Sie ist vor allem als Standort des früheren Filtrierwerkes der Hamburger Stadtwasserkunst bekannt. 

## Geographie

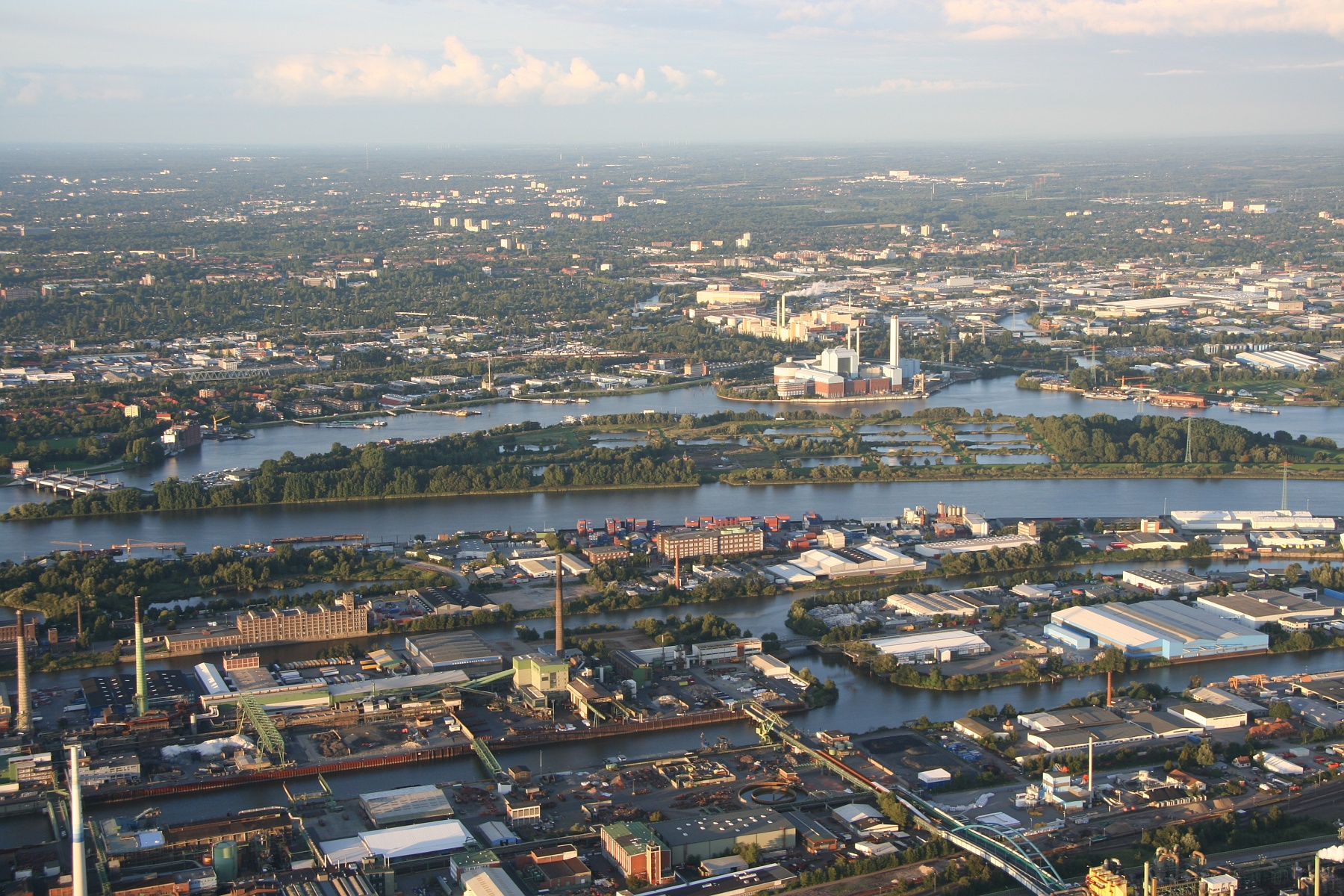
Im Vordergrund die Peute, dahinter die Norderelbe, Kaltehofe und die Billwerder Bucht (Holzhafen), im Hintergrund Rothenburgsort und Tiefstack

Die Insel Kaltehofe wird im Norden und Osten durch die Billwerder Bucht begrenzt, die sich im Süden in der Alten Dove Elbe (früher verbunden mit und Teil der Dove Elbe) fortsetzt. 125 Meter nördlich liegt die Insel Billwerder Ausschlag, verbunden mit dem Sperrwerk Billwerder Bucht (Brückenanbindung). Im Südwesten wird sie durch die dort 230 Meter breite Norderelbe von der zu Hamburg-Veddel gehörigen Elbinsel Peute abgegrenzt.
Die Insel ist von Nordwest nach Südost 1,8 km lang und im zentralen Bereich 520 Meter breit, um an den Enden spitz zuzulaufen. Die Flächenausdehnung beträgt rund 60 Hektar.
Im Süden ist die Kaltehofe über den 400 Meter langen und über 110 Meter breiten Elb-Hauptdeich mit dem Festland (Elbwasserfilterwerk in Moorfleet, Billwerder Insel) verbunden.
Auf der Insel befindet sich das 1893 erbaute Elbwasser-Filtrierwerk der Hamburger Wasserwerke; es ist seit Februar 1990 außer Betrieb. Die nicht mehr genutzten Wasserbecken dienen heute Vögeln wie dem Zwergtaucher als Rast- und Brutplatz. Eine Nutzung und Bebauung der Elbinsel scheiterte bislang an ungünstigen Standortfaktoren und unterschiedlichen Interessen der Beteiligten.
Im Norden befindet sich eine kleine Bootswerft.
Auf dem Gelände des ehemaligen Wasserwerks Kaltehofe eröffnete Hamburg Wasser am 18. September 2011 die Wasserkunst Kaltehofe. Es gilt als eine Mischung aus Industriedenkmal, Museum und Naturlehrpfad.

## Geschichte

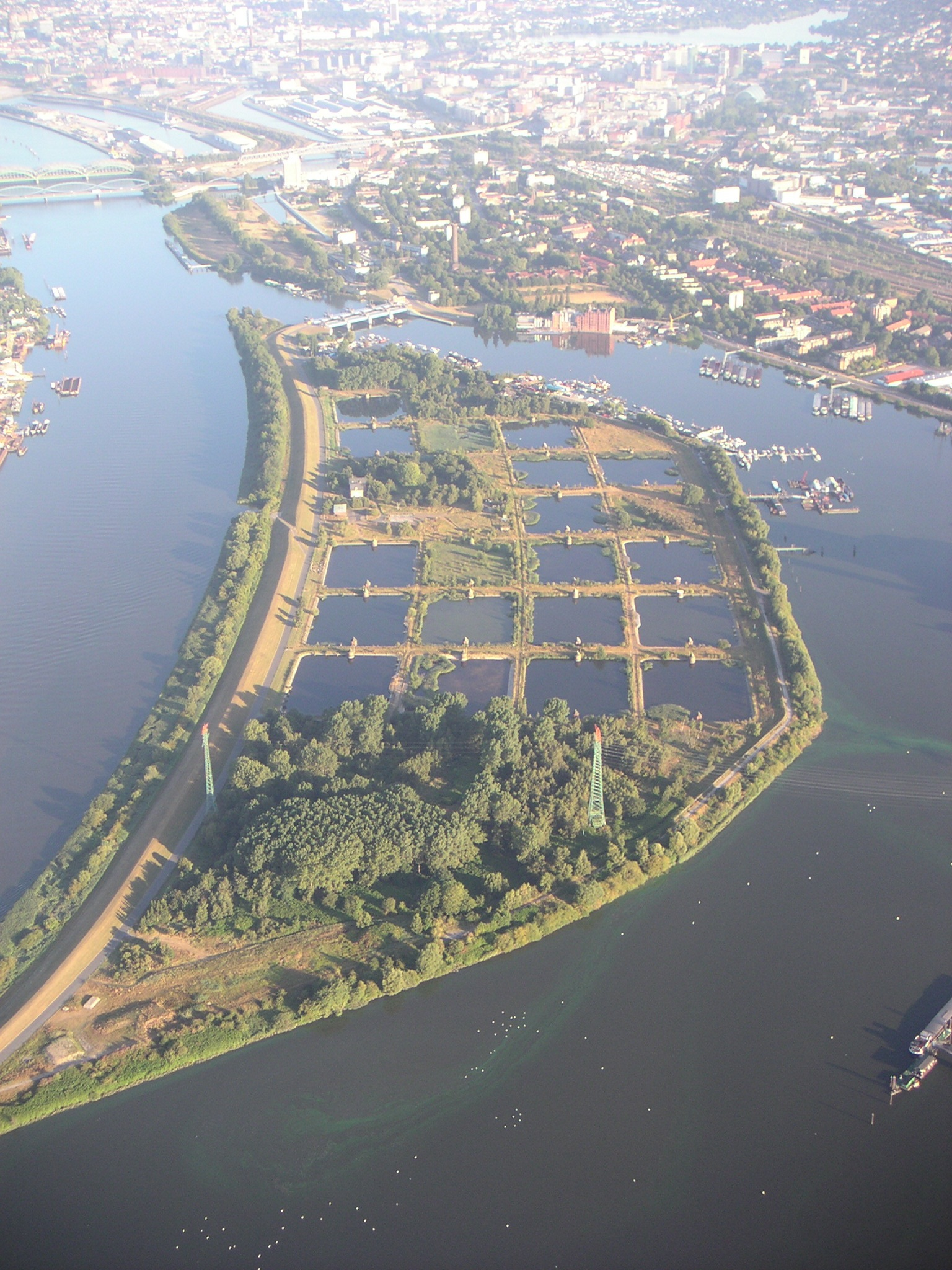
Luftbild von 2003

Das Gebiet der heutigen Insel lag ursprünglich zusammen mit der Peute auf dem linken Flussufer der Norderelbe. Aufzeichnungen aus dem 17. Jahrhundert weisen die Nutzung des Gebiets als Weideland oder zur Ernte von Heu und Reet, aber auch für den Vogel- und Fischfang aus. Um das Jahr 1700 siedelten sich eine Mühle und ein Brauereibetrieb dort an. Bis zum Jahr 1766 kamen vier weitere Brauereien und eine Branntweinbrennerei hinzu. Deren Produkte fanden im nahegelegenen Hafen guten Absatz. Durch den Gottorper Vertrag von 1768 wurde das ehemals dänische Kalthofe der Stadt Hamburg angegliedert und in die Pfarrei Billwerder-Moorfleet eingemeindet. Das Gebiet wurde eingedeicht, eignete sich jedoch nicht für die dauerhafte Besiedlung, da es noch immer regelmäßig überschwemmt wurde. So gab es im Jahr 1811 nur 81 Bewohner, die in einigen kleinen Katen und zwei Landhäusern lebten. Im Jahr 1847 waren es 87 Bewohner. Durch den steigenden Warenhandel über die Stadt Hamburg wurde eine Erweiterung des Hamburger Hafens notwendig. Der in den 1870er bis 1880er Jahren aufgestellte Generalplan sah eine Regulierung der Elbe im Bereich Kaltehofe vor.
Die Insel entstand daher, als man zwischen 1875 und 1879 einen Durchstich anlegte, dadurch den Verlauf der Norderelbe begradigte und das Gebiet der Kaltehofe von der Peute abtrennte. Der ursprüngliche Verlauf der Norderelbe führte im Osten der Kaltehofe durch die Billwerder Bucht und den heutigen Holzhafen, die heute mit einem Sperrwerk von der Elbe getrennt sind.
Zuvor war hier bereits, nach der verheerenden Brandkatastrophe von 1842, bei der alle bestehenden Wasserkünste an der Alster zerstört wurden, eine neue Wasserkunst nahe der Billwerder Bucht oberhalb des Stadtgebiets errichtet worden. In den Jahren 1844 bis 1848 entstand so der bis dahin modernste städtische Wasserversorgungsbetrieb Europas. Das Wasser wurde mit Dampfpumpen in drei Absetzbehälter gepumpt und anschließend nach 24 Stunden Ruhezeit über einen Steigrohrturm, der auch einen ausreichenden Druck im Brandfall erzeugte, in die Stadt geleitet. 1852 wurde diese Anlage um ein viertes Becken erweitert. Es gab jedoch keinerlei Filtration, so dass es zu Verstopfungen der Rohrleitungen, beispielsweise durch Aale oder andere Fische, im Bereich der häuslichen Wasserzapfstellen kam. Obwohl der verantwortliche Bauingenieur William Lindley bereits 1853 Pläne für einen Einbau eines Sandwasserfilters vorgelegt hatte, scheiterte die Umsetzung wegen fehlender Geldmittel. Erst 1888 wurde beschlossen, eine moderne Filtrierungsanlage einzubauen, um die Wasserqualität zu verbessern. Noch in der Bauphase, die 1890 begonnen hatte und die durch den Wasserbauingenieur Franz Andreas Meyer geleitet wurde, brach die letzte große Choleraepidemie von 1892 aus. Der Ausbau der Anlage, der zunächst eher schleppend war, wurde nun zu einer vordringlichen Angelegenheit, da bereits 1884 durch Robert Koch ein Zusammenhang zwischen verseuchtem Trinkwasser und der Erkrankung an Cholera nachgewiesen worden war. Dies bestätigte sich auch im Bereich Hamburg, wo die Stadt Altona, die bereits seit 1859 mit filtriertem Trinkwasser versorgt wurde, weitestgehend von der Seuche verschont blieb.
Die zunehmende Wasserverschmutzung im Bereich der Schöpfstelle für das Elbewasser ließ um das Jahr 1900 die Kritik an der Wasserqualität lauter werden. 1905 wurde in Billbrook ein Grundwasserwerk in Betrieb genommen. Trotz des belasteten Flusswassers wurde 1930 auf Kaltehofe, gegenüber dem Gelände der Norddeutschen Affinerie, die letzte Elbbadeanstalt eröffnet. Im Zweiten Weltkrieg wurde die Insel von 88 Bomben getroffen, wodurch viele der 22 Filtrierungsbecken stark zerstört wurden. Bis 1954 konnten nur 8 von ihnen wieder in Betrieb genommen werden. Nach dem Krieg waren in den Betriebsgebäuden teilweise Mitarbeiter und deren Familien untergebracht. Die Badeanstalt wurde bis 1958 betrieben und nach der großen Sturmflut 1962, bei der auch die Becken der Filtrierungsanlage verunreinigt wurden, schließlich abgerissen. Die Filteranlage auf Kaltehofe war bis 1990 in Betrieb; nach der Schließung verfielen die Betriebsgebäude zusehends. Es gab unterschiedliche Pläne für eine Nachnutzung, unter anderem auch ein Ausbau mit 1500 Wohneinheiten, 104000 Quadratmeter Büro- und rund 11000 Quadratmeter Ladenfläche. Dies wurde jedoch sowohl vom Denkmalamt als auch von der Stadtentwicklungsbehörde abgelehnt. Stattdessen wurde die komplette Insel unter Schutz gestellt und die Villa Kaltehofe sowie die Filteranlagen mit ihren Schieberhäuschen und Becken wurden zum Baudenkmal erklärt.